# سحلية فراس
سحلية فراّس: (الاسم العلمي: Parvilacerta fraasii) (بالإنجليزية: Fraas's lizard)‏ وهي أحد أنواع السحالي الحقيقية وهو نوع متأصل في غرب أسيا.

## أصل الاسم
يعود الاسم المحدد فراّس إلى عالم الأحياء القديمة والجيولوجي الألماني أوزكار فراس الذي عمل في لبنان في 1875.

## مجال الانتشار الجغرافي
هذا النوع من الزواحف مُنتشر في لبنان وغالبًا في سوريا.

## الموطن الطبيعي
الموطن الطبيعي لهذه السحلية هو المناطق الصخرية والحجرية.

## حالة الحفظ
مهدد بالانقراض لخسارة الموطن الطبيعي.